# جون ألين تشاو
جون ألين تشاو (18 ديسمبر 1991 - 17 نوفمبر 2018 ) هو كان مبشر أمريكي قُتل على يد أفراد شعب السينتينليز وهم شعب منعزل وذلك بعد أن سافر بشكل غير قانوني إلى جزيرة سينتينل في الهند في محاولة لتحويل القبيلة إلى الديانة المسيحية.